# 스타 TV (튀르키예의 텔레비전 채널)
스타 TV(Star TV)는 튀르키예의 텔레비전 채널이다.